# مديرية تارابوتو
مديرية تارابوتو (بالإنجليزية: Tarapoto District)‏ هي المستوى الثالث من التقسيم الإداري في بيرو، تتبع مقاطعة سان مارتين، تبلغ مساحتها 67.81 كيلومتر مربع.